# RN-94
RN-94  — колёсный плавающий бронетранспортёр (6 × 6). Был разработан совместно румынской компанией RAIMIL и турецкой «Нурол». Первый прототип был построен в 1995 году в Румынии.

## История создания
В 1995 году в Румынии был построен первый прототип перспективного колёсного плавающего бронетранспортёра (6 × 6), разработанного совместно румынской компанией RAIMIL и турецкой «Нурол». При создании машины широко использовались узлы и агрегаты шасси румынского БТР TAB-77 (вариант советского БТР-70) и БТР-80 (состоит на вооружении турецкой армии). Второй прототип БТР RN-94 был построен на заводе в Турции, а позже для полевых испытаний там же изготовили ещё пять единиц. Испытания завершились в 1999 году, при этом пробег каждого БТР RN-94 составил 18 тысяч км по дорогам и пересечённой местности. Ожидалось, что сухопутные войска Турции сделают заказ на поставку крупной партии RN-94 уже в 1999 году, но возникшие сложности послужили причиной временной приостановки работ по данной программе.

## Конструкция
БТР RN-94 имеет много общего с румынским БТР TAB-77, наряду с несколькими существенными отличиями: колёсная формула 6 × 6 (у БТР TAB-77 8 × 8), новый дизайн корпуса (посадка десанта осуществляется не через верхние люки, а через расположенные в кормовой части две двери и ещё одну в правом борту), силовая установка размещена в средней части корпуса слева за местом механика-водителя, что позволяет командиру вести наблюдение через свободное пространство за отделением десанта. Корпус бронетранспортёра герметичный, полностью сварной, выполнен из стальной противопульной и противоосколочной брони. При необходимости толщина брони может быть увеличена, но при этом машина потеряет возможность передвигаться на плаву. Кроме экипажа из двух человек, БТР способен перевозить 11 полностью экипированных пехотинцев, один из которых является оператором башенного вооружения. Малогабаритная башня находится за моторным отделением по центру корпуса.
Первый прототип был вооружен румынской башней со спаренными 14,5-мм и 7,62-мм пулеметами (аналог башни БТР-70/80), в задней части которой крепились 6 дымовых гранатомётов. В левой части башни находится универсальный прицел, позволяющий вести огонь как по наземным, так и по воздушным целям. На этой машине были также установлены амбразуры для ведения огня из стрелкового оружия, аналогичные БТР-80 (6 в бортах и 2 в кормовых дверях). Один из вариантов БТР был оборудован открытой башенкой с автоматическим 40-мм гранатометом Mk 19 производства США. Позже в Турции был изготовлен другой вариант RN-94, вооружённый башней Dragar французской фирмы GIAT. В башне установлена 25-мм пушка GIAT М811 (производится по лицензии турецкой компанией МКЕК) и спаренный с ней 7,62-мм пулемёт. Приводы наведения ручные. Вероятно, на этой модификации десант сократился на двух человек, так как башня имеет большое подбашенное отделение. Ещё одним отличием является отсутствие амбразур для ведения огня десантниками, сохранены только перископы для наблюдения.
Две передние пары колес являются управляемыми. Подвеска независимая торсионная с гидравлическими амортизаторами. Радиус разворота — 8 метров. Для движения на плаву служат два гребных винта в кольцевых насадках, расположенные в кормовой части корпуса и использующие отбор мощности от двигателя. Впереди на верхнем лобовом листе имеется поднимаемый волноотбойный щиток. Система электропитания БТР — 24 В. Машина оснащена системой защиты от ОМП и кондиционирования воздуха.

## Модификации
- RN-94 (прототип с 14,5-мм и 7,62-мм пулемётами)
- RN-94 (прототип с 40-мм гранатомётом Mk19)
- RN-94 (прототип с башней GIAT Dragar)
- RN-94 (прототип с башней израильской фирмы Rafael) Модификаций БТР RN-94 на которой в опытном порядке был установлен боевой модуль (комплекс вооружения) OWS-25 израильской фирмы «Рафаэль» (аналогичный комплекс установлен на румынской гусеничной БМП MLI-84M). В состав модуля входят: 25-мм автоматическая пушка, спаренный 7,62-мм пулемёт и пусковая установка для двух противотанковых ракет «Малютка-2» с полуавтоматическим наведением по проводам (российского производства). Все вооружение вынесено за пределы обитаемого отделения. Модуль обслуживается одним человеком (стрелок-оператор), в распоряжении которого находится прицельно-обзорный прибор дневного и ночного видения. При этом десантовместимость, подвижность и другие параметры БТР не изменились.
- RN-94 (120-мм самоходный миномёт)